# Remigijus Motuzas
Remigijus Motuzas (ur. 17 listopada 1956 w Szkudach) – litewski filolog, nauczyciel, działacz oświatowy, dyplomata i polityk. W latach 2004–2006 minister edukacji i nauki, ambasador Litwy w Szwecji (2006–2011) i Rosji (2015–2020), konsul generalny Litwy w Sejnach (2020–2021).

## Życiorys
W 1978 ukończył studia na wydziale filologicznym Wileńskiego Instytutu Pedagogicznego. W 1993 uzyskał stopień doktora nauk społecznych na Wydziale Filozofii Uniwersytetu Wileńskiego.
W latach 1978–1985 pracował jako nauczyciel języka litewskiego w szkołach średnich w Wilnie. Od 1985 był naczelnikiem zarządu szkół w resorcie edukacji i nauki Litewskiej SRR. W latach 1988–1991 pełnił funkcję doradcy ds. edukacji w Komitecie Centralnym Komunistycznej Partii Litwy, a następnie w sekretariacie Litewskiej Demokratycznej Partii Pracy. Od 1991 do 1993 był wykładowcą na Wydziale Filozofii Uniwersytetu Wileńskiego.
W 1993 objął stanowisko referenta ds. edukacji i nauki przy prezydencie Republiki Litewskiej. W latach 1994–1997 pełnił funkcję sekretarza resortu edukacji i nauki. Od 1997 był dyrektorem generalnym departamentu mniejszości narodowych i uchodźców przy rządzie Republiki Litewskiej. W latach 2001–2002 pracował jako doradca w stałym przedstawicielstwie Litwy przy Radzie Europy. Od 2002 kierował departamentem administracyjnym Ministerstwa Spraw Zagranicznych, a od 2003 był sekretarzem stanu w tym resorcie.
14 grudnia 2004 mianowany na stanowisko ministra edukacji i nauki w rządzie Algirdasa Brazauskasa. Funkcję tę pełnił do 18 lipca 2006.
W listopadzie 2006 objął funkcję ambasadora Litwy w Szwecji. Po zakończeniu w październiku 2011 misji w Sztokholmie został dyrektorem departamentu ds. prezydencji Rady Unii Europejskiej w MSZ. Od 2015 do 2020 pełnił funkcję ambasadora Litwy w Rosji. W 2020 został konsulem generalnym Litwy w Sejnach. Zakończył urzędowanie w 2021, kiedy to przeszedł na emeryturę. W 2023 z ramienia Litewskiej Partii Socjaldemokratycznej wybrany na radnego Wilna. W 2024 uzyskał natomiast mandat posła na Sejm Republiki Litewskiej.

## Odznaczenia
W 1997 został odznaczony Krzyżem Oficerskim Orderu Zasługi Rzeczypospolitej Polskiej.